# هایکو (خواننده)
هایک باریسی هاکوبیان ((ارمنی: Հայկ Բարիսի Հակոբյան)؛ با نام هنری هایکو (ارمنی: Հայկո)؛ زادهٔ ۲۵ اوت ۱۹۷۳–۲۹ سپتامبر ۲۰۲۱) یک خواننده اهل ارمنستان بود. وی نماینده ارمنستان در مسابقه آواز یوروویژن ۲۰۰۷ بود.

## درگذشت
هایکو در روز ۲۹ سپتامبر ۲۰۲۱ در سن ۴۸ سالگی، در ایروان، به علت ابتلا کووید ۱۹ در دنیاگیری کووید-۱۹ در ارمنستان درگذشت.